# Raorchestes agasthyaensis
Raorchestes agasthyaensis es una especie de anfibio anuro de la familia Rhacophoridae.

## Distribución geográfica
Esta especie es endémica de Kerala en la India. Habita a unos 600 m sobre el nivel del mar en los distritos de Quilon y Thiruvananthapuram en Ghats occidentales.

## Descripción
El holotipo de Raorchestes agasthyaensis mide 18 mm. Su parte posterior es de color marrón grisáceo claro con una marca en forma de V que se extiende desde el cuello hasta las patas delanteras. Su superficie ventral es blanquecina con manchas pardas.

## Etimología
El nombre de la especie está compuesto de agasthya y del sufijo latino -ensis que significa "que vive, que habita", y le fue dado en referencia al lugar de su descubrimiento, la Reserva de la Biosfera Agastyamalai, la reserva biológica de "la casa de la sabio Agastya.

## Publicación original
- Zachariah, Dinesh, Kunhikrishnan, Das, Raju, Radhakrishnan, Palot &, Kalesh, 2011: Nine new species of frogs of the genus Raorchestes (Amphibia: Anura: Rhacophoridae) from southern Western Ghats, India. Biosystematica, vol. 5, p. 25-48[4]